# Turoš
Turoš je vrsta prerađenog kravljeg sira iz Međimurja, posebno oblikovanog i s odgovarajućim sastojcima.
Svježem kravljem siru se u proizvodnji turoša dodaje kuhinjska sol, crvena paprika i kumin, te on dobiva svijetlo-narančastu boju i osobit okus. Turoš se tradicionalno proizvodi u obliku stošca visine oko 6 centimetara, ponekad i dva do tri centimetra više. Nakon oblikovanja, proizvod se se suši na suncu ili dimljenjem.
Riječ turoš je mađarskog porijekla, od riječi "túrós".

## Vanjske poveznice
- Turoš - autohtoni međimurski sir
- Međimurski turoši - sastojci i priprema